# Atrocious
Pour plus de détails, voir Fiche technique et Distribution.
Atrocious est un film d'horreur hispano-mexicain écrit et réalisé par Fernando Barreda Luna, sorti en 2010.

## Synopsis
Enquêtant sur la disparition des deux jeunes qui poursuivaient une légende urbaine, la police découvre leurs corps et deux caméras… l'une appartenant à un jeune homme, l'autre à sa sœur. Tout commençait pourtant bien, jusqu'à ce que les enfants décident d'enquêter sur l'histoire mystérieuse des lieux. 

## Fiche technique
- Titre original : Atrocious
- Réalisation : Fernando Barreda Luna
- Scénario : Fernando Barreda Luna
- Direction artistique : Andrea Ancibar
- Décors : Andrea Ancibar
- Costumes : Abraham Romagosa
- Photographie : Ferrán Castera Mosquera
- Son : Óscar Grau
- Montage : Fernando Barreda Luna
- Musique :
- Production : David Sanz et Jessica Villegas Lattuada
- Sociétés de production : Nabu Films et Silencio Rodamos Producciones
- Sociétés de distribution : Celluloid Dreams (Espagne), Wild Side Films (France, DVD)
- Pays d'origine : Espagne, Mexique
- Langue originale : espagnol
- Format :
- Durées : 82 minutes (version originale), 75 minutes (version courte)
- Genre : horreur
- Dates de sortie :
  -  États-Unis : 17 août 2011
  -  France : 11 avril 2012 (DVD et Blu-Ray)

## Distribution
- Cristian Valencia : Cristian, le frère
- Clara Moraleda : July, la sœur
- Chus Pereiro : Debora, la mère
- Sergi Martin : Jose, le petit frère
- Xavi Doz : Santiago, le père
- Jose Masegosa : Carlos, l'ami du père

## Production
Les scènes du film ont été filmées en Catalogne, dont les bois de Cunit pour le fameux labyrinthe ainsi qu'à Sitges pour l'intérieur du manoir et à Vilanova i la Geltrú pour l'extérieur,.